# Cinder Cone
Cinder Cone är ett berg i Kanada.   Det ligger i provinsen British Columbia, i den sydvästra delen av landet, 3 500 km väster om huvudstaden Ottawa. Toppen på Cinder Cone är 1 910 meter över havet, eller 123 meter över den omgivande terrängen. Bredden vid basen är 0,94 km.
Terrängen runt Cinder Cone är bergig åt nordost, men åt sydväst är den kuperad. Trakten runt Cinder Cone är nära nog obefolkad, med mindre än två invånare per kvadratkilometer.. Närmaste större samhälle är Whistler, 16,3 km norr om Cinder Cone. 
Trakten runt Cinder Cone är permanent täckt av is och snö.